# Abbaye de Bonlieu (Sarthe)
Pour les articles homonymes, voir Abbaye de Bonlieu.
L'abbaye de Bonlieu (en latin : Bono Loco) est une abbaye cistercienne fondée en 1219, sur le territoire communal de Dissay-sous-Courcillon, par le sénéchal d'Anjou, du Maine et de Touraine, Guillaume des Roches pour accueillir des religieuses et des abbesses. 

## Histoire
L'abbaye de Bonlieu existait probablement avant 1219. En effet, en 1200, Geoffroy, archevêque de Tours, accorde aux religieuses de Bonlieu, diocèse du Mans, la permission de quêter dans toute l’étendue de la province ecclésiastique de Tours, pour subvenir aux dépenses nécessitées par la reconstruction des bâtiments de leur abbaye (« actum ante ascensionem domini, anno domini millesimo ducentesimo » . L'on peut donc considérer que la charte de Guillaume des Roches est plutôt une charte de refondation que de fondation. Ce document permet de dire que l'abbaye de Bonlieu eut sa fondation au moins un siècle plus tôt soit au XIIe siècle.
Guillaume des Roches et son épouse Marguerite de Sablé établirent cette abbaye aux confins de l'Anjou, du Maine et de la Touraine. 
Ce monastère fut réservé aux filles de l'ordre de Cîteaux. Il fut édifié sur la rive gauche du Loir sur l'ancienne paroisse de Bannes, rattachée en 1807 à Courcillon. Les abbesses rendaient aveux aux seigneurs de Courcillon. La majorité des abbesses appartenaient aux grandes familles du pays. La dernière fut Henriette de Murat (1781-1790). Lors de la Révolution française, il y avait encore 8 religieuses et 2 converses. La prieure, Marie Desmarres, présenta le compte rendu des recettes et dépenses de l’abbaye au délégués du Directoire qui arrêta à la date du 10 novembre 1791 les recettes à 3 568 livres. 
En 1222, à la mort de Guillaume des Roches, celui-ci est inhumé dans le chœur de l'église de l'abbaye de Bonlieu. Le Tombeau en forme de mausolée, représente sur ses bas-relief les deux filles de Guillaume des Roches et de Marguerite de Sablé, Clémence et Jeanne. Vers l'épître, un autre tombeau renferme les corps de Jean de Mathefelon et Guillaume de Neuvi.
En 1227, Marguerite de Sablé, par la Charte dite "Charte de Marguerite, dame de Sablé", par laquelle elle donne aux religieuses de l'abbaye de Bonlieu, pour le remède de son âme et de celles de Guillaume des Roches, son défunt époux et de son père, de sa mère, et d'Amaury Ier de Craon, son gendre, mari de sa fille Jeanne des Roches, mort en 1226.
Marguerite de Sablé mourut après 1238 et fut inhumée dans l'abbaye des prémontrés du Perray-Neuf, au diocèse du Mans. Les moniales perpétuèrent longtemps la tradition suivant laquelle son cœur avait été rapporté et conservé dans l'église abbatiale de Bonlieu.
Les descendants et descendantes de Guillaume des Roches continuèrent d'entretenir une relation de patronage avec l'abbaye jusqu'au début du XIVe siècle. Une fois celui-ci rompu, la communauté connut des difficultés matérielles car son fondateur l'avait dotée de rentes dont le versement dépendait de la bonne volonté des patrons. À partir de ce moment, elle chercha à se constituer un petit patrimoine foncier, notamment viticole, dans les localités de Montabon et Villeboureau (aujourd'hui Villebourg). L'ordre cistercien chercha alors à affirmer son autorité institutionnelle sur l'abbaye.
Plus d'une vingtaine d'abbesses se succédèrent, comme mère supérieure de cette abbaye, depuis le Moyen Âge jusqu'à la Révolution française.
Lors des événements révolutionnaires, les biens furent confisqués et vendus. Une partie des bâtiments fut détruit.

## Abbesses
- 1248-1258 : Adeline.
- 1263-12.. : Pétronille de la Roche.
- 1277 : Julienne.
- 1296-13.. : Agnès de Champchevrier.
- 1315-13.. : Isabeau [5].
- 1632 : Claude de Veauce[6].
- 1633-1675 : Jacqueline d'Illiers de Balsac, prieure de Pont-de-Gennes, abbesses de Saint-Avit, liaison avec Henri II duc de Longueville en 1617 d'où une fille : Catherine-Angélique d'Orléans, légitimée en mai 1634, qui deviendra abbesse de Saint-Pierre de Reims en 1645 et de l'abbaye de Maubuisson en 1653, et qui meurt le 16 juillet 1664[7].
- 1675-1696 : Claire d'Illiers de Balsac (1638-1696), baptisée le 28 octobre 1638, nièce de la précédente, elle est la fille de Léon d'Illiers et de sa seconde épouse Catherine d'Elbène. Sa sœur Catherine II fut abbesse de l'abbaye Saint-Avit-les-Guêpières, tandis que les deux plus jeunes Marie sera religieuse ici à Bonlieu et Elisabeth à Saint-Avit[8].

## Propriétés et revenus

### Cures et prieurés
- Prieuré du Pont de Gennes, dit aussi prieuré Saint-Gilles-et-Saint-Victor du Pont-de-Gennes, au pied de Montfort dans le Maine. Fondé, sous l'épiscopat de Hoël du Mans (1045-1097), évêque du Mans (1085-1097), par Agnès, femme de Hugues de Gennes, dont les deux filles Pétronille et Héloïse de Gennes prirent le voile à l'abbaye Saint-Avit-les-Guêpières[9]. Il semble que le vocable est changé pour devenir Saint-Gilles-et-Saint-Loup[10]. En mai 1650 Catherine I d'Illiers de Balsac donne procuration en l'étude de maître Michel Mauduit pour visiter les bâtiments, métairies, bordages et closeries du prieuré de Pont-de-Gennes[11]. En juillet 1632, maître Oudard Lange, notaire enregistre la permutation de ce prieuré entre Jacqueline d'Illiers et Claude de Veauce, abbesse de Bonlieu[12].
  - Prieure : Charlotte d'Estampes, prieure claustrale de l'abbaye Saint-Avit et du prieuré de Pont-de-Gemmes (1650)[13].